# 埃爾登冰川

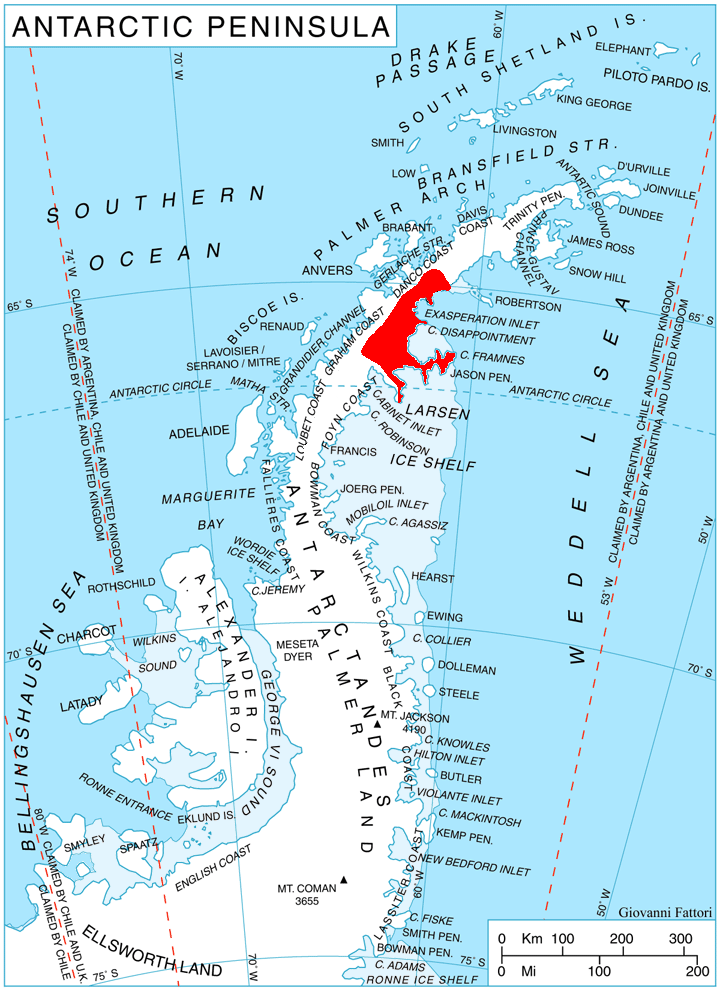

埃爾登冰川（英語：Erden Glacier）是南極洲的冰川，位於葛拉漢地的奧斯卡二世海岸，長6公里、寬2.8公里，處於萊西切里冰川西南面，最終注入喬拉姆冰川，現時由南極條約體系管理。